# Enfant avec un masque
Enfant avec un masque est un tableau réalisé entre 1840 et 1856 par le peintre français Jean-Léon Gérôme. Ce tondo de 50 centimètres de diamètre (67 cm avec l'encadrement) a été exécuté sur toile à la peinture à l'huile. Il constitue le portrait en buste d'un enfant vêtu de vert portant un masque aux cheveux rouges relevé sur le sommet de sa tête. L'œuvre est conservée depuis 2023 au sein des collections du musée d'Orsay, à Paris.

## Propriétaires
Le tableau est offert par Gérôme à sa belle-sœur Blanche Goupil. Il reste dans la famille, pour ensuite passer par diverses galeries entre 1997 et 2003. Il est finalement acheté par le musée d'Orsay.

## Galerie
Le tableau peut être rapproché d'un autre tondo de Gérôme, La Bacchante, qui est conservée au musée d'Arts de Nantes. Le thème du masque rappelle par ailleurs Les Comédiens.

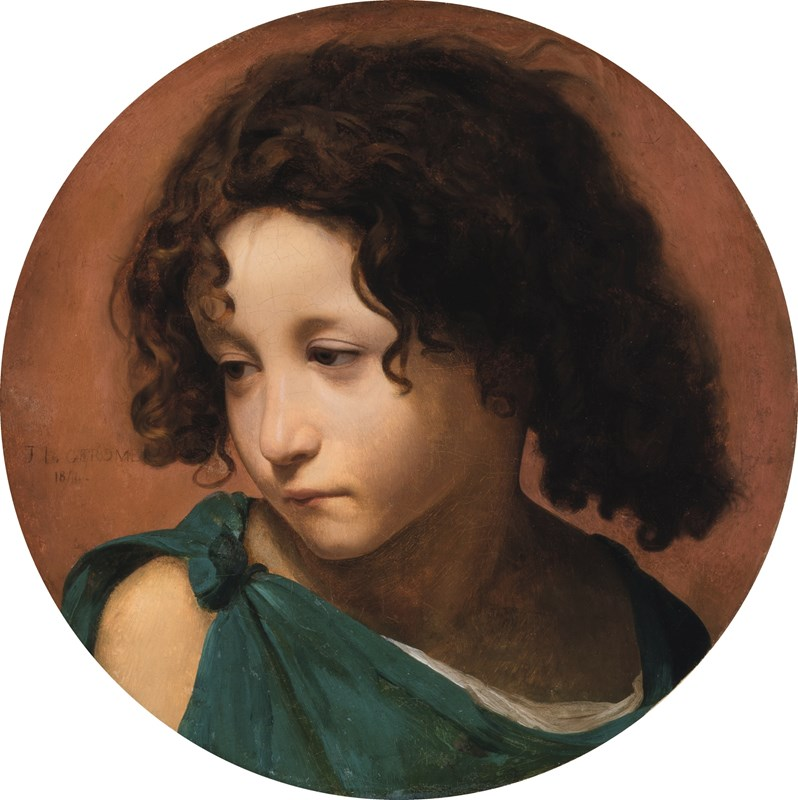
Portait d'un jeune garçon.
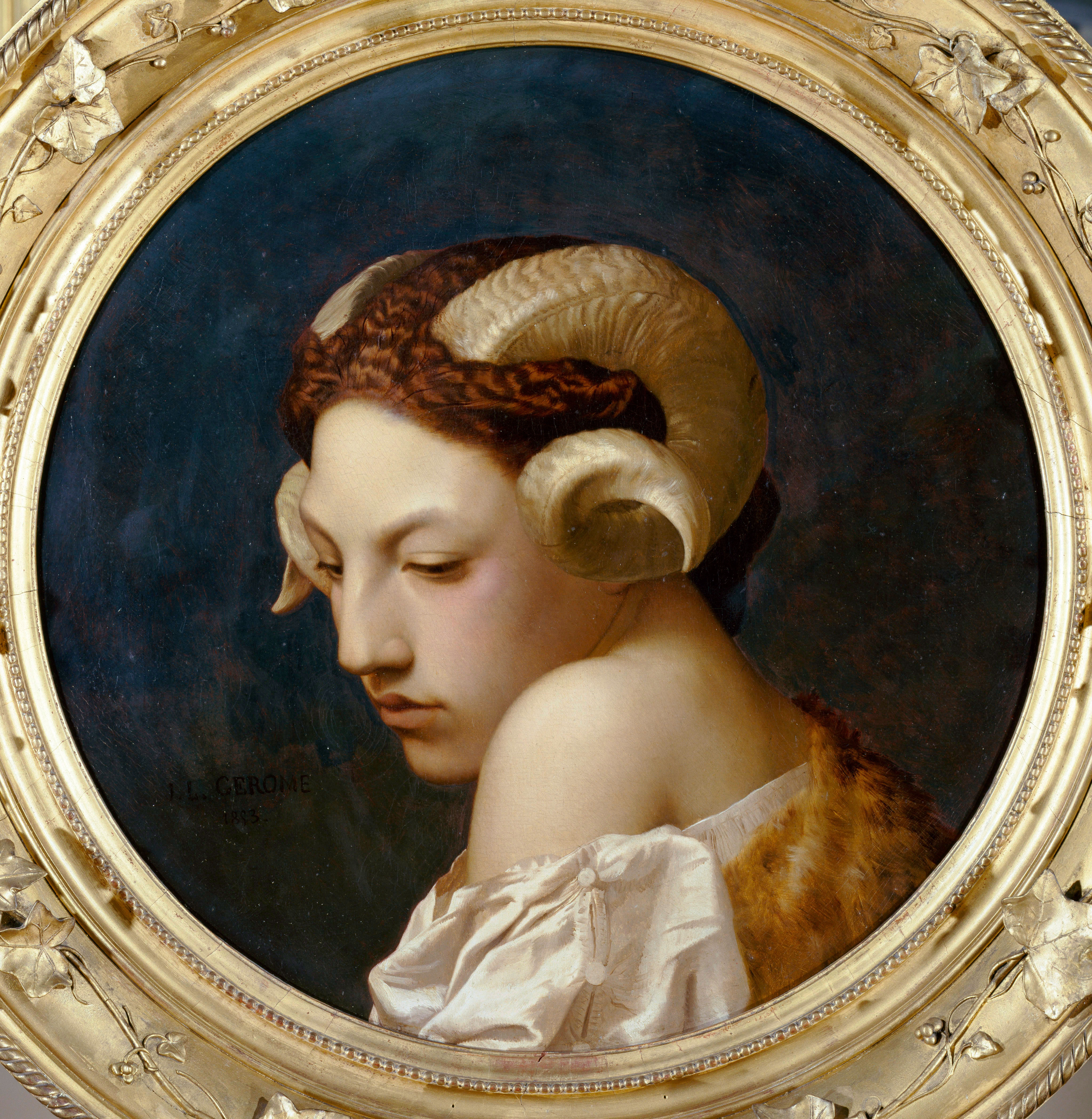
La Bacchante.
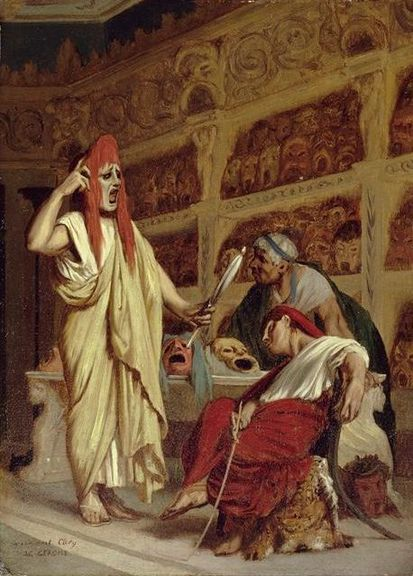
Les Comédiens.
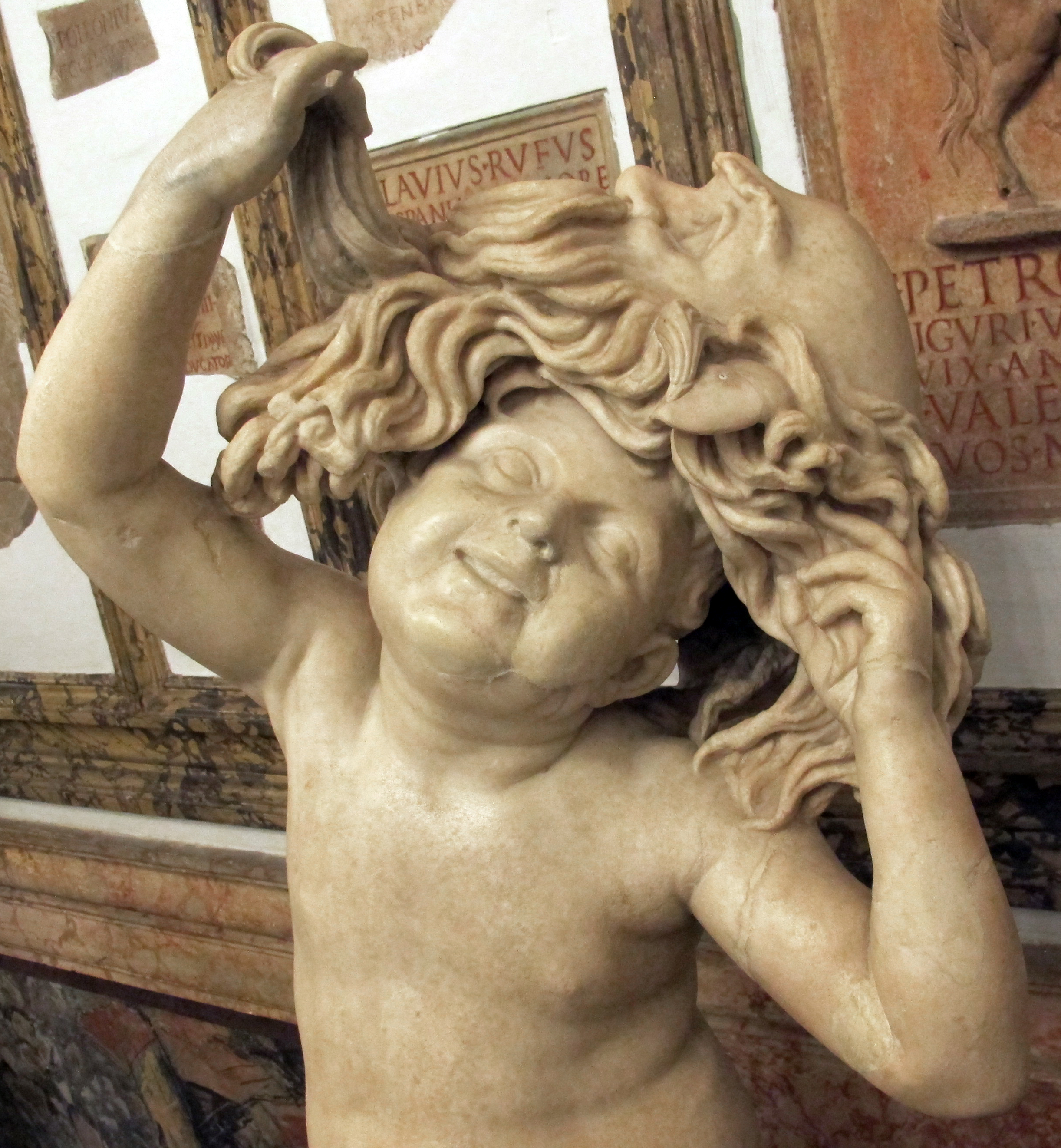
Enfant au masque de Silenic, d'après un prototype du IIe siècle av. J.-C. (collection Albani).
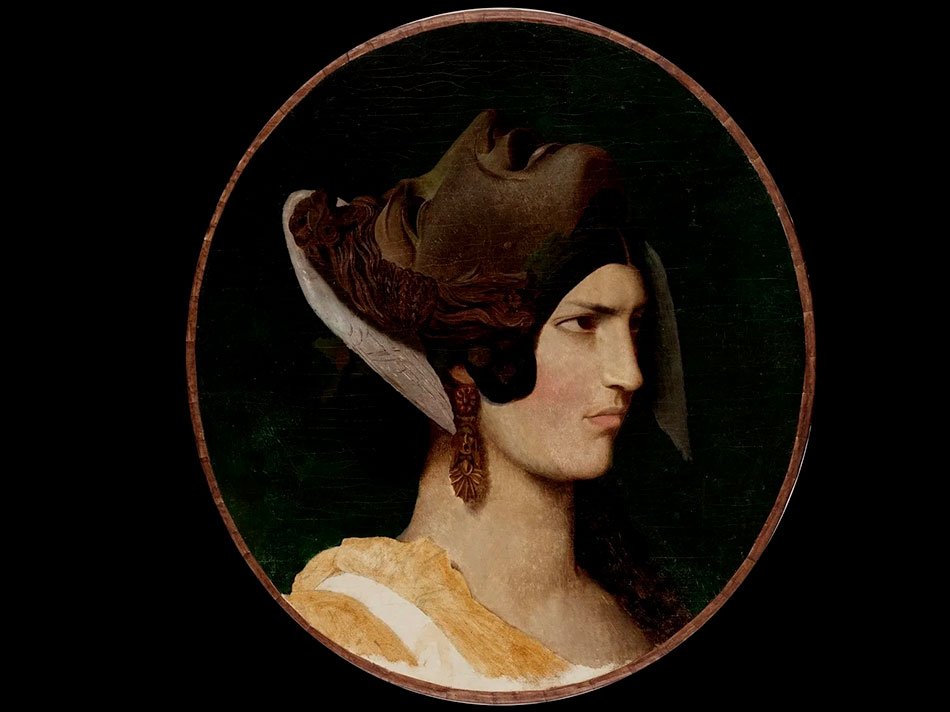
Femme au masque antique.